# Manio Acilio Glabrión (cónsul 91)
Manio Acilio Glabrión  fue un senador romano, quien ejerció el cargo de cónsul ordinario en el 91, como colega de Trajano, futuro emperador. Miembro de los Acilios Glabriones, una de las principales ramas de la gens Acilia, fue admirado por su fortaleza física.

## Carrera pública
Glabrión fue miembro de la antigua gens Acilia, con numerosos cónsules entre sus antepasados, incluyendo a su propio padre quien, supuestamente fue consul suffectus durante el imperio de Nerón. Su esposa era Arria Plaria Vera Priscila, cuyo nombre figura en una inscripción latina del siglo I. Su hijo fue Manio Acilio Glabrión, cónsul en 124, bajo el imperio de Adriano.
Acusado de ser cristiano, Domiciano le ordenó bajar a la arena para luchar con un enorme león alegando que un romano sería capaz de matar a una bestia y un cristiano no. Le dio muerte y recibió tan gran aplauso que despertó los celos del emperador, quien primero le desterró y luego hizo que lo ejecutasen con falsos pretextos.